# Normale operator
In de functionaalanalyse, een deelgebied van de wiskunde, is een normale operator op een complexe Hilbertruimte {\displaystyle H} (of op gelijkwaardige wijze een C*-algebra) een continue lineaire operator
{\displaystyle N:H\to H}
die commuteert met haar toegevoegde operator N*:
{\displaystyle N\,N^{*}=N^{*}N.}
Normale operatoren zijn van belang omdat de spectraalstelling van toepassing is op normale operatoren. Heden ten dage wordt de klasse van normale operatoren goed begrepen. Voorbeelden van normale operatoren zijn
- Unitaire operatoren: {\displaystyle N^{*}=N^{-1}}
- Hermitische operatoren (dat wil zeggen zelftoegevoegde operatoren): {\displaystyle N^{*}=N}; (ook anti-zelftoegevoegde operatoren: {\displaystyle N^{*}=-N})
- Positieve operatoren: {\displaystyle N=MM^{*}}
- Orthogonale projectie-operatoren: {\displaystyle N=N^{*}=N^{2}}
- normale matrices kunnen worden gezien als normale operatoren, indien men ten minste de Hilbertruimte als zijnde {\displaystyle C^{n}} beschouwd.